# Team Maxbo Bianchi/2007
Deze pagina geeft een overzicht van de Team Maxbo Bianchi-wielerploeg in 2007.

## Algemeen
Algemeen manager: Birger Hungerholdt
Ploegleiders: Anders Linnestad, Gino van Oudehove
Fietsmerk: Bianchi

## Renners
| Naam                 | Geboortedatum | Nationaliteit | Ploeg 2006       |
| -------------------- | ------------- | ------------- | ---------------- |
| Edvald Boasson Hagen | 17-05-1987    | Noorwegen     |                  |
| Joachim Bohler       | 19-07-1980    | Noorwegen     |                  |
| Alexander Kristoff   | 05-06-1987    | Noorwegen     | Glud & Marstrand |
| Lars Petter Nordhaug | 14-05-1984    | Noorwegen     |                  |
| Gabriel Rasch        | 08-04-1976    | Noorwegen     |                  |
| Stian Sommerseth     | 24-05-1985    | Noorwegen     |                  |
| Sten Stenersen       | 15-08-1988    | Noorwegen     | Neoprof          |
| Svein Erik Vold      | 31-10-1985    | Noorwegen     |                  |
| Frederik Wilmann     | 17-07-1985    | Noorwegen     |                  |

## Belangrijke overwinningen
| Istrian Spring Trophy Proloog: Edvald Boasson Hagen Eindklassement: Edvald Boasson Hagen Ronde van Normandië 6e etappe: Edvald Boasson Hagen Ronde van Rhône-Alpes Isère 3e etappe: Gabriel Rasch eindklassement: Gabriel Rasch Ronde van Bretagne 1e etappe: Edvald Boasson Hagen 6e etappe: Edvald Boasson Hagen | Ringerike GP 1e etappe: Edvald Boasson Hagen 2e etappe: Edvald Boasson Hagen 3e etappe: Edvald Boasson Hagen 5e etappe: Edvald Boasson Hagen eindklassement: Edvald Boasson Hagen Noors kampioenschap tijdrijden, elite Edvald Boasson Hagen | Noors kampioenschap op de weg, elite Alexander Kristoff Parijs-Corrèze 1e etappe: Edvald Boasson Hagen 2e etappe: Edvald Boasson Hagen Eindklassement: Edvald Boasson Hagen Ronde van Ierland 4e etappe: Edvald Boasson Hagen |